# Anthaxia corinthia
Anthaxia corinthia es una especie de escarabajo del género Anthaxia, familia Buprestidae. Fue descrita científicamente por Reiche & Saulcy en 1856.